# هنوز زنده است ۲
هنوز زنده است ۲ (انگلیسی: It's Alive II) یک فیلم ترسناک و علمی-تخیلی آمریکایی به نویسندگی، تهیه‌کنندگی و کارگردانی لری کوئن است که در سال ۱۹۷۸ منتشر شد. این فیلم دنباله‌ای بر فیلم هنوز زنده است محصول سال ۱۹۷۴ می‌باشد. در این فیلم فردریک فورست، کاتلین لوید، جان پی. رایان، جان مارلی، اندرو داگن و ادی کنستانتین به ایفای نقش پرداخته‌اند. این فیلم توسط برادران وارنر در ۱۰ می ۱۹۷۸ منتشر شد. به دنبال آن یک دنباله در سال ۱۹۸۷ یعنی هنوز زنده است ۳: جزیره زنده‌ها ساخته شد.

## داستان
فرانک دیویس، که هنوز از مرگ فرزندش و نقشی که در آن بازی کرد، به خود می‌پیچد، شانس خود را می‌بیند که با کمک به سایر والدین برای فرزندان جهش یافته، این تاوان را جبران کند. او سعی می‌کند به والدینی که به زودی فرزندشان به دنیا می‌آیند کمک کند، جودی و یوجین اسکات را در مورد توطئه قتل نوزادشان و سایر بچه‌های جهش یافته متولد نشده که در سراسر کشور متولد می‌شوند، هشدار دهد. زمانی که جودی در شرف زایمان است، وقتی با مالوری و نیروی قوی پلیس در بیمارستان روبرو می‌شوند، متقاعد می‌شوند. او قبل از زایمان توسط فرانک از زایشگاه نجات می‌یابد. نوزاد در کامیونی که مخصوص این منظور ساخته شده به دنیا می‌آید. آنها از افرادی که به دنبال آنها می‌روند فرار می‌کنند و …

## بازخوردها
در وب‌سایت جمع‌آوری نقد راتن تومیتوز این فیلم بر اساس ۱۵ نقد، با میانگین امتیاز ۴٫۹ از ۱۰، دارای ۵۳٪ محبوبیت است.